# Bratislavská župa (1918–1922)
Bratislavská župa (slovensky Bratislavská župa) byla jedna ze žup, jednotek územní správy na Slovensku v rámci prvorepublikového Československa. Byla vytvořena při vzniku Československa převážně vydělením z uherské Prešpurské župy. Existovala v letech 1918–1922, měla rozlohu 4 227 km² a jejím správním centrem byla Bratislava, která však nebyla její součástí a tvořila samostatné město na úrovni župy.

## Historický vývoj
Po vyhlášení Martinské deklarace dne 30. října 1918, kterou se Slovensko vydělilo z Uherska a přičlenilo k nově vzniklému Československu, zůstalo slovenské území dočasně rozdělené na administrativní celky vytvořené Uherskem. Jedním z těchto celků byla Bratislavská župa, která vznikla vydělením slovenských území převážně severně od Dunaje z původní uherské Prešpurské župy, ze které zbylo Maďarsku jen malé území na levém břehu řeky. Naopak Slovensku připadla drobná část sousední Mošonské župy na pravém břehu Dunaje, která byla následně přičleněna právě k župě Bratislavské. V čele župy stál vládou jmenovaný župan, který disponoval všemi pravomocemi, zatímco samosprávná funkce župy byla potlačena.
Sídlo župy se nacházelo v Bratislavě (do roku 1919 Prešpurk). Samotné město však součástí Bratislavské župy nebylo, coby město s municipálním právem tvořilo samostatnou územněsprávní jednotku na úrovni župy.
Bratislavská župa existovala do 31. prosince 1922. K 1. lednu 1923 bylo na Slovensku vytvořeno nové župní zřízení, které bylo původně plánované pro celé Československo, nicméně realizováno bylo pouze právě na Slovensku.

## Geografie
Bratislavská župa se nacházela na jihozápadním Slovensku, na východním břehu Moravy (hranice s Rakouskem) a na severním břehu Dunaje, který tvořil státní hranici s Maďarskem. Výjimkou bylo bratislavské předmostí Petržalka. Na severu a východě hraničila župa s Nitranskou župou, na jihovýchodě s Komárenskou župou.

## Administrativní členění
V roce 1919 se Bratislavská župa členila na sedm slúžňovských okresů (Bratislava-okolie, Dunajská Streda, Galanta, Malacky, Senec, Šamorín a Trnava) a čtyři města se zřízeným magistrátem (Svätý Jur, Pezinok, Modra a Trnava), která byla na úrovni okresů. Město Bratislava nebylo součástí Bratislavské župy.